# Pseuderanthemum ludovicianum
Pseuderanthemum ludovicianum là một loài thực vật có hoa trong họ Ô rô. Loài này được (Büttner) Lindau miêu tả khoa học đầu tiên.